# نفق سانت برنارد
نفق سانت برنارد العظيم هو نفق طريق يكمل ممر سانت برنارد العظيم، ويربط مارتيني (في كانتون فاليز السويسري) مع سان ريمي أون بوس (في وادي أوستا، في شمال غرب إيطاليا).

## نبذة
هناك رسوم لاستخدام النفق، تُدفع بالكامل حتى للسائقين، يمر بالنفق الطريق الأوروبي E27 حيث يربط بلفور بأوستا.
بالنسبة لمعظم طول النفق البالغ 5،798 متر (6،341 ياردة)، يمتد النفق في خط مستقيم، ولكنه يتضمن منحدر. يبلغ الطرف الشمالي 1،918م (6،293 قدم) فوق مستوى سطح البحر بينما يبلغ الطرف الجنوبي 1،875م (6،152 قدم) فوق مستوى سطح البحر. يتم حظره مؤقتًا أثناء الطقس السيئ. يتم التعامل مع أي إجراءات حدودية عند الطرف الشمالي للنفق، على الرغم من أن الحدود الوطنية الفعلية تبلغ 2938 متر (3213 ياردة) من مدخل النفق السويسري و 2860 متر (3130 ياردة) من المدخل الإيطالي.

## التسمية
يأتي اسم النفق مباشرة من اسم ممر غراند سانت برنارد ، وبالتالي بشكل غير مباشر من القديس الذي أسس في عام 1049م، ويتم تذكير السائحين على الجانب السويسري من خلال اللوحات الإعلانية على جانب الطريق بارتباط القديس بسانت برنارد (كلب).